# John Tomac
John Tomac (ur. 3 listopada 1967 w Owosso) – amerykański zawodowy kolarz górski oraz szosowy, jego kariera jako seniora trwała aż 20 lat. Uważany za jedną z największych ikon kolarstwa górskiego, był jednym z najmłodszych gdy po raz pierwszy zaczął wygrywać wyścigi i stawać na podium. Miał wiele pseudonimów, ale najczęstsze to: „Johnny T”, „Farmer John” i „Tomac Attack”.

## Kariera

### Kolarstwo górskie
W latach 1991–1994 John Tomac odnosił największe sukcesy na arenie międzynarodowej, oraz w wyścigach kolarskich najwyższej rangi organizowanych przez Międzynarodową Unię Kolarską (UCI). W 1991 roku zdobył złoty medal na Mistrzostwach świata w kolarstwie górskim cross-country rozgrywanych we Włoskim mieście Ciocco. Rok później – w 1992 oraz w 1993 roku stawał na drugim stopniu podium w Pucharze Świata w kolarstwie górskim cross-country, a także w inauguracyjnych zawodach tego cyklu pucharowego w 1993 roku w konkurencji Downhill (Zjazd).
W latach pomiędzy 1994 a 1997 Tomac zdobył w świetnym stylu kolejne trzy tytuły mistrzowskie NORBA (National Off-Road Bicycle Association) – dwa w Downhillu i jedno w XC.

### Drużyny Johna Tomaca
W 1986 roku Tomac podjął dwie ważne decyzje w swoim życiu i w kolarskiej karierze: przeniósł się do Południowej Kalifornii, oraz wycofał się z zawodów BMXowych na rzecz ścigania się w kolarstwie górskim. Kontynuował jazdę w drużyn Mongoose. W jesieni tego samego roku wygrał dwie imprezy, które były jego pierwszymi startami: „the Ross Fat Tire Stage Race” i „Supercross Mountain Bike Exhibition race”.
1988 rok przyniósł „Johnny’emu T” dwa tytuły mistrzowskie w barwach narodowych USA w wyścigach organizowanych przez NORBA.
W 1990 roku wstąpił do drużyny kolarstwa górskiego „Yeti Cycles’ factory” oraz drużyny „7-11” w kolarstwie szosowym, które reprezentował w wyścigach europejskich oraz w USA.
W 1991 roku nastały kolejne zmiany drużyn Tomaca. Przeszedł z „Yeti” do „Raleigh” oraz z „7-11” do „Motorola”, w której tego samego roku zakończył karierę kolarza szosowego. Do 1997 pozostawał przy team’ie „Raleigh Cycles” i podpisał kontrakt ze stajnią „Answer Manitou”.
Rok później Tomac doszedł do wniosku, że stworzy własną drużynę i wypromuje swoją markę rowerową „Tomac Racing”.